# Lloyd Austin
Lloyd James Austin III (Mobile, 8 de agosto de 1953) é um general aposentado americano que serviu como Secretário de Defesa dos Estados Unidos no governo de Joe Biden de 2021 até 2025. Ex-oficial do Exército, serviu como 12º comandante do Comando Central dos Estados Unidos (CENTCOM). Austin foi o primeiro comandante negro do CENTCOM.
Antes do CENTCOM, foi o 33º vice-chefe do Estado-Maior do Exército dos Estados Unidos de 31 de janeiro de 2012 a 22 de março de 2013 e o último general comandante das Forças dos Estados Unidos - Operação Iraque New Dawn, que terminou em 18 de dezembro de 2011. Aposentou-se das Forças Armadas em 2016.
Em 7 de dezembro de 2020, foi relatado que Austin seria nomeado para servir como Secretário de Defesa na administração Biden. A indicação foi aprovada pelo plenário do Senado em 22 de janeiro de 2021. Ele é o primeiro afro-americano a assumir o cargo.

## Infância e educação
Austin nasceu a 8 de agosto de 1953 em Mobile, Alabama e foi criado em Thomasville, Geórgia. Formou-se na Academia Militar dos Estados Unidos (West Point) com um bacharelado em Ciências em junho de 1975. Mais tarde, obteve um mestrado em Aconselhamento Educacional na Auburn University College of Education, em 1986 e um mestrado em Gestão de Negócios na Webster University em 1989. É graduado nos cursos Básico e Avançado de Oficial de Infantaria, Comando do Exército e Escola de Estado-Maior e Escola de Guerra do Exército.

## Carreira militar

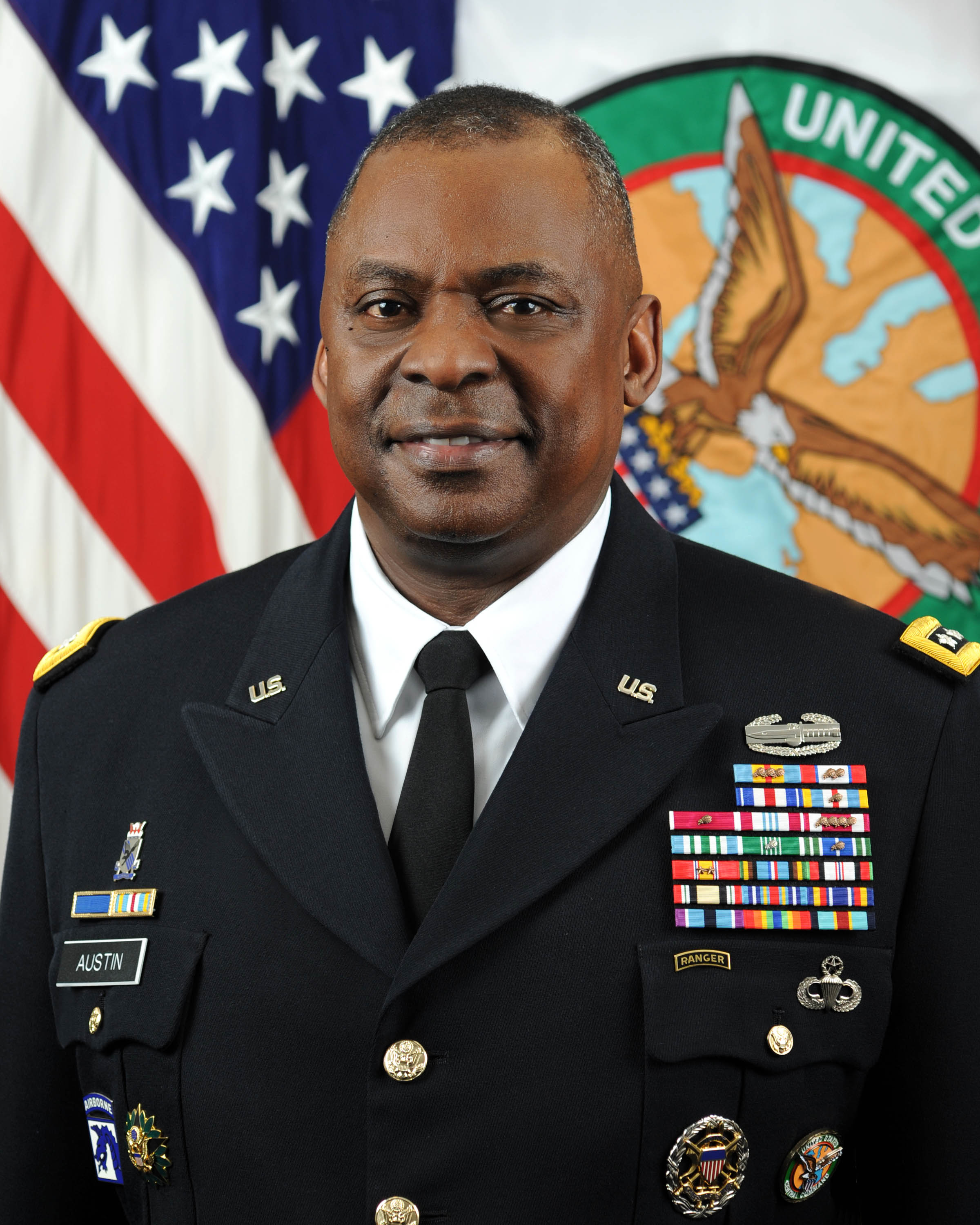
Retrato oficial do General Lloyd Austin enquanto servia como comandante do Comando Central dos EUA, em abril de 2013

Austin foi comissionado como segundo-tenente após a graduação em West Point. A sua designação inicial foi para a 3ª Divisão de Infantaria (mecanizada) na Alemanha.
Após essa designação e participação no Curso Avançado de Oficial de Infantaria, foi designado para a 82ª Divisão Aerotransportada em Fort Bragg, Carolina do Norte, onde comandou a Combat Support Company, 2º Batalhão (Aerotransportado), 508º Infantaria, e serviu como Assistente S-3 (Operações) para 1ª Brigada, 82ª Divisão Aerotransportada.
Em 1981 foi designado para Indianápolis, Indiana, onde foi oficial de operações do Comando de Recrutamento do Distrito de Indianápolis do Exército e mais tarde comandou uma companhia no Batalhão de Recrutamento do Exército. Após a conclusão desta atribuição, frequentou a Auburn University, onde completou os estudos para um mestrado em Educação. Ele foi então designado para a Academia Militar de West Point, Nova York, onde serviu como oficial tático para o E-1.
Após a sua seleção e subsequente conclusão da Escola de Comando e Estado-Maior do Exército, em Fort Leavenworth, Kansas, foi designado para a 10ª Divisão de Montanha (Infantaria Leve), em Fort Drum, Nova York, onde serviu como S-3 (Operações) e mais tarde oficial executivo do 2º Batalhão, 22ª Infantaria. Posteriormente, atuou como Diretor Executivo da 1ª Brigada, 10ª Divisão de Montanha (Infantaria Leve) e, posteriormente, como Diretor de Planos, Treinamento, Mobilização e Segurança de Fort Drum, Nova York.
Em 1993 Austin voltou para a 82ª Divisão Aerotransportada em Fort Bragg, Carolina do Norte, onde comandou o 2º Batalhão (Aerotransportado), 505ª Infantaria. Mais tarde ele serviu como G-3 para a 82ª Divisão Aerotransportada. Após a graduação no Army War College, comandou a 3ª Brigada, 82ª Divisão Aerotransportada em Fort Bragg.

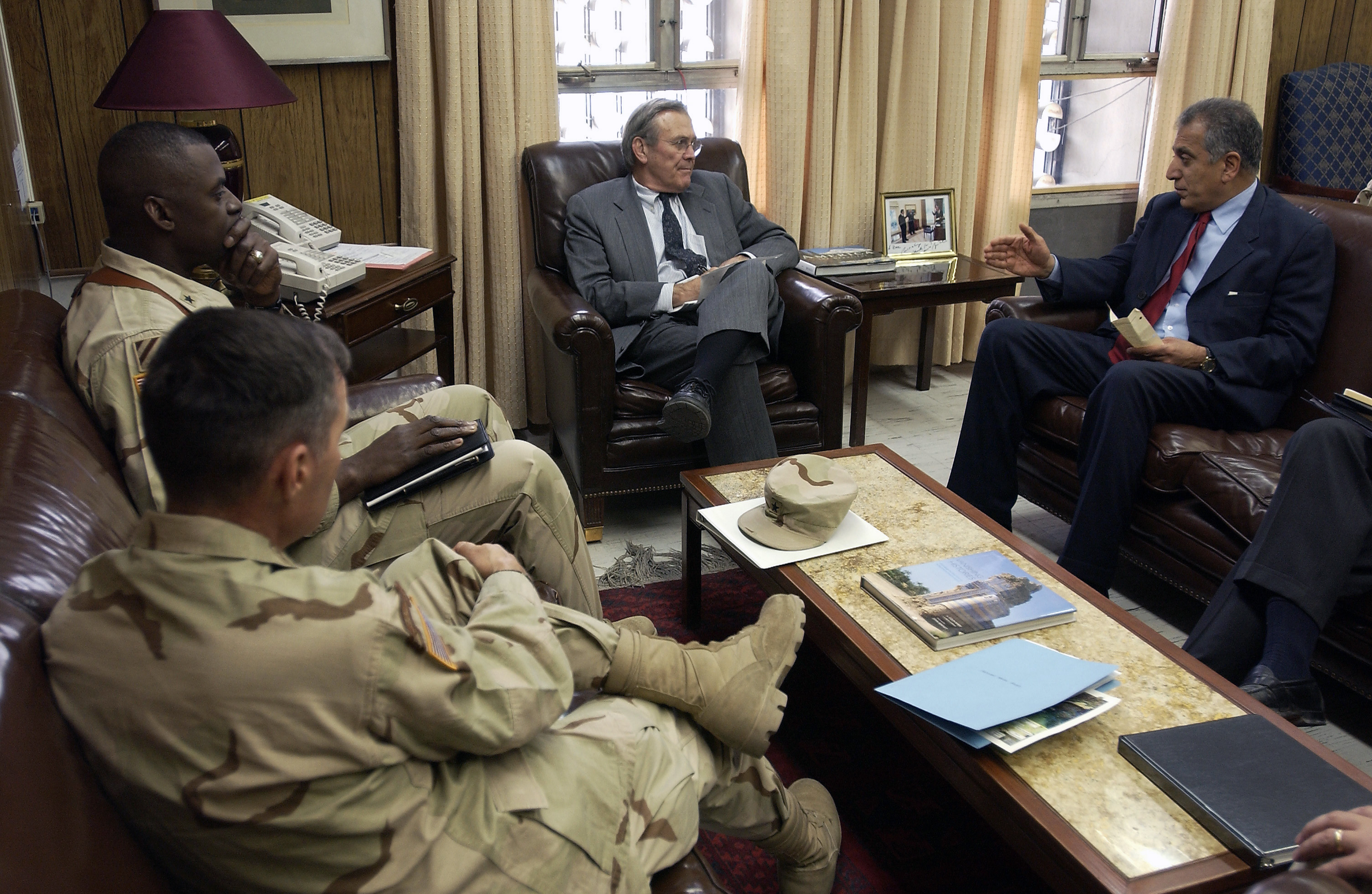
O Brigadeiro-General Lloyd Austin conversa com o Secretário de Defesa Donald Rumsfeld durante o seu mandato como Comandante da Força-Tarefa Combinada.

Pouco depois do comando da brigada, serviu como Chefe da Divisão de Operações Conjuntas, J-3, no Estado-Maior Conjunto do Pentágono em Arlington, Virgínia. A sua próxima missão foi como Comandante Assistente de Divisão de Manobra (ADC-M), 3ª Divisão de Infantaria (Mecanizado), em Fort Stewart, Geórgia. Como ADC-M, ajudou a liderar a invasão ao Iraque em março de 2003. Austin foi premiado com uma Estrela de Prata pelas suas ações como comandante durante a invasão.
Austin serviu de setembro de 2003 a agosto de 2005 como comandante da 10ª Divisão de Montanha (Infantaria Leve), como Comandante da Força-Tarefa Combinada 180, durante a Guerra do Afeganistão. A sua posição seguinte foi chefe de gabinete do Comando Central dos Estados Unidos na Base Aérea MacDill, em Tampa, Flórida, de setembro de 2005 a outubro de 2006.
A 8 de dezembro de 2006, Austin foi promovido a tenente-general e assumiu o comando do XVIII Airborne Corps, em Fort Bragg. Em fevereiro de 2008 tornou-se o segundo comandante de mais alta patente no Iraque, assumindo o comando do Corpo Multinacional - Iraque (MNC-I). Como comandante do MNC-I, dirigiu as operações de aproximadamente 152.000 forças combinadas e de coalizão em todos os setores do Iraque.
Austin entregou o comando do XVIII Corpo para tornar-se Diretor do Estado-Maior Conjunto em agosto de 2009. Esta promoção veio sob a direção do almirante Michael Mullen, presidente do Estado-Maior Conjunto da época. Enquanto diretor, Austin foi instruído por Mullen a aumentar a diversidade no Estado-Maior Conjunto. Austin creditou a nomeação como um impulso para a sua carreira posterior, dizendo: "Pessoas que poderiam não ter conhecido Lloyd Austin começaram a conhecê-lo".

### Comandante Geral das Forças dos EUA - Iraque

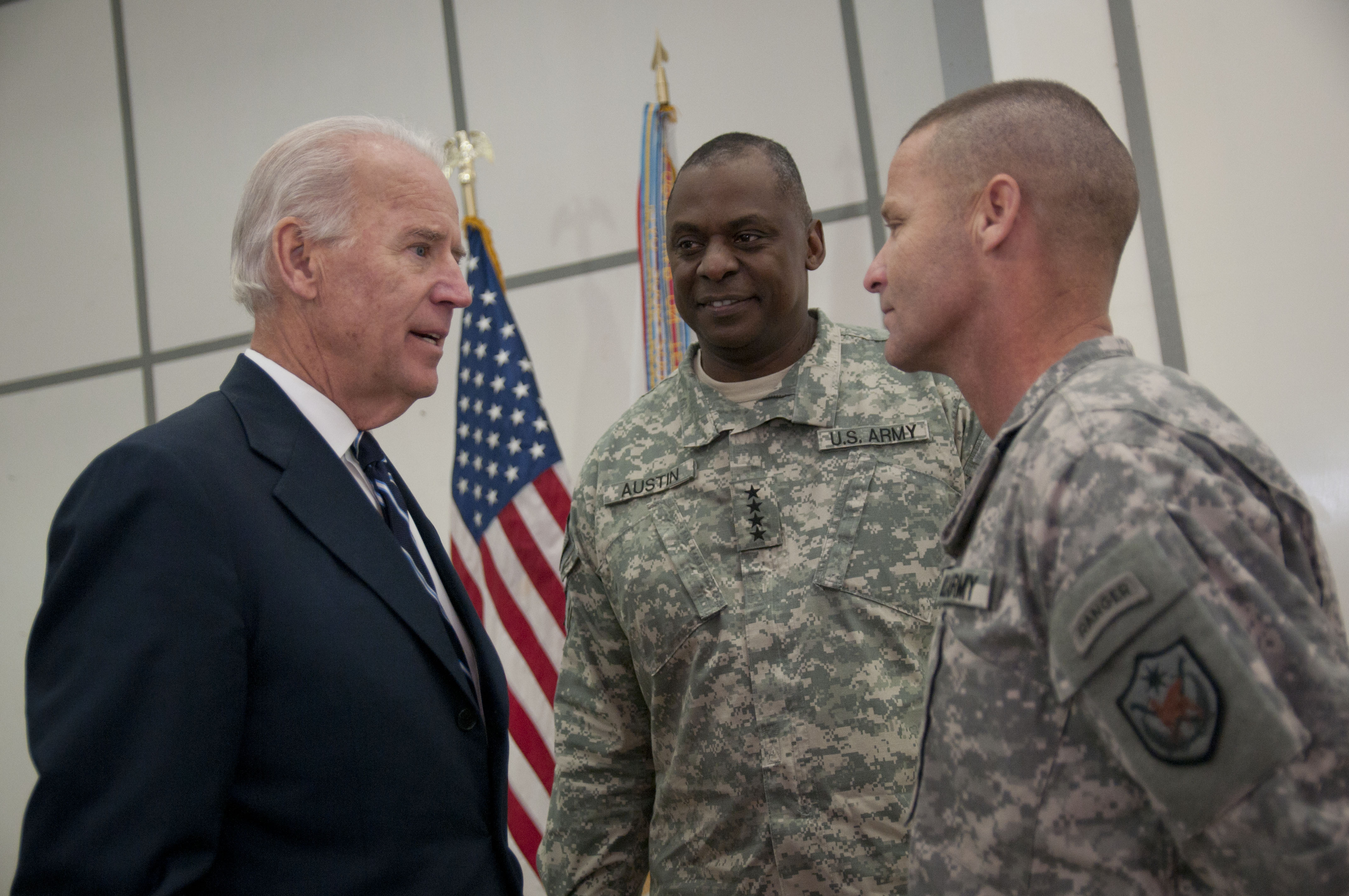
O vice-presidente Joe Biden, Austin, e o sargento-mor Earl Rice, num evento que marcou a entrega da Medalha de Compromisso do Iraque em dezembro de 2011

A 1 de setembro de 2010, Austin tornou-se General Comandante (CG) das Forças dos Estados Unidos-Iraque (USF-I) numa cerimônia no Palácio Al-Faw em Bagdá. Ele substituiu o general Ray Odierno. Como CG, Austin era o comandante militar sénior responsável por todas as forças norte-americanas da coalizão restantes no Iraque. A sua missão era aconselhar, treinar, assistir e equipar as Forças Armadas do Iraque e as agências de segurança do Ministério do Interior. Como comandante, Austin solicitou uma presença adicional de tropas no Iraque de 14.000 a 18.000 integrantes.
Austin supervisionou a transição da Operação Iraqi Freedom e operações de combate para a Operação New Dawn e operações de estabilidade com foco em assessorar, auxiliar e treinar as ISF. Ele esteve amplamente envolvido nas discussões internas dos EUA e, em seguida, nas negociações com o governo iraquiano que levaram à assinatura do Acordo de Parceria Estratégica. Opondo-se à retirada total dos EUA, Austin preferiu que os EUA mantivessem cerca de 10.000 soldados no Iraque depois de 2011 e aprovou o planejamento de pessoal para até 20.000 soldados restantes. Ele dirigiu a redução de forças e a redistribuição de aproximadamente 50.000 militares. O comando dos EUA no Iraque apresentou formalmente as suas cores a 15 de dezembro de 2011, num complexo BIAP de tamanho reduzido, e o discurso de Austin citou a tomada do aeroporto pela sua divisão há oito anos. Austin, junto com outros membros da equipe USF-I, partiu do Iraque a 18 de dezembro de 2011.

### Vice-Chefe do Estado-Maior do Exército
Em dezembro de 2011, Austin foi nomeado Vice-Chefe do Estado-Maior do Exército dos Estados Unidos (VCSA). Ele assumiu o cargo a 31 de janeiro de 2012. Como VCSA, ele gerenciou a administração diária do orçamento do Exército e da equipe do quartel-general. Sob a sua direção, o Exército tomou medidas para reduzir a incidência de suicídio nas fileiras. Ele também supervisionou uma revisão do tratamento psiquiátrico de pessoal avaliado como incapacitado pelo Exército.

### Comando Central dos Estados Unidos

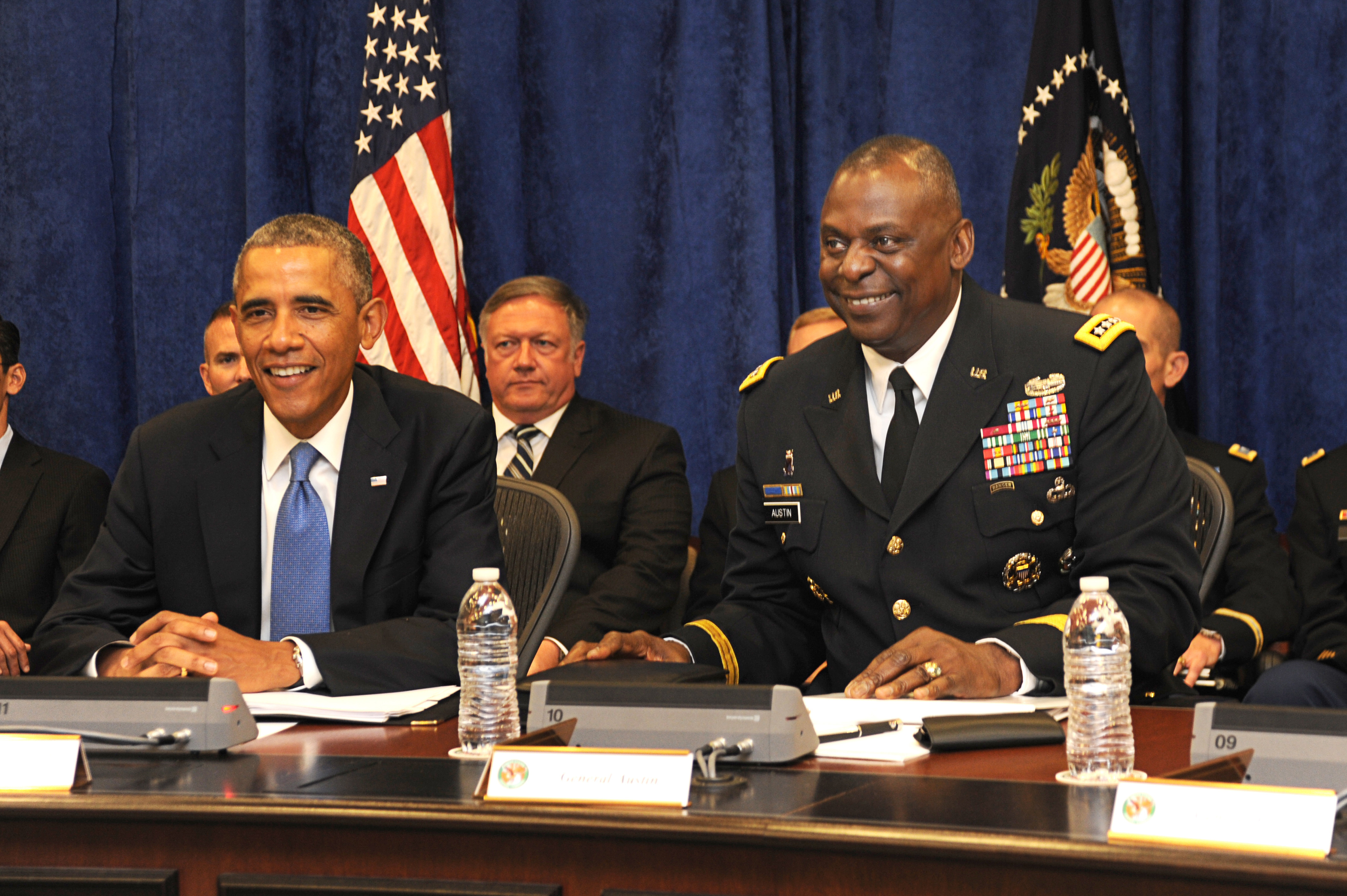
General Lloyd Austin com o presidente Barack Obama na MacDill Air Force Base, 17 de setembro de 2014.

Austin tornou-se o Comandante do Comando Central dos Estados Unidos (CENTCOM) a 22 de março de 2013, após ser nomeado pelo presidente Obama no final de 2012. A sua abordagem como comandante do CENTCOM foi descrita como a de um "general invisível", devido a sua relutância em falar publicamente sobre os assuntos militares.
Como comandante, depois que o ISIS assumiu o controle de Mosul em junho de 2014, Austin supervisionou o desenvolvimento e a execução do plano de campanha militar para conter o ISIS no Iraque e na Síria. Em outubro de 2014, Austin argumentou que o foco principal das forças armadas dos EUA nas operações contra o ISIS deveria ser o Iraque, em oposição à Síria. Em 2015, Austin admitiu numa audiência do Comitê de Serviços Armados do Senado que um programa dos EUA estava destinado a treinar sírios para combater o ISIS, mas não teve sucesso. Na audiência, ele enfrentou questionamentos particularmente incisivos do senador John McCain sobre a direção do engajamento militar na Síria.
A cerimônia de aposentadoria de Austin ocorreu na Base Conjunta Myer – Henderson Hall a 5 de abril de 2016.
Durante a sua cerimónia de partida e aposentadoria, o General Austin disse que estava extremamente orgulhoso das conquistas das forças da coalizão, que sempre voltam para as tropas. O general Austin disse: "Estou muito orgulhoso por ter tido a oportunidade de liderar tropas em combate, vi os nossos jovens líderes a fazerem coisas incríveis em situações realmente difíceis e perigosas".

## Setor privado
Austin juntou-se ao conselho da Raytheon Technologies, uma empreiteira militar, em abril de 2016. Em outubro de 2020, as suas participações em ações da Raytheon valiam cerca de 500.000 mil dólares e a sua compensação, incluindo ações, totalizaram 1,4 milhão de dólares. A 18 de setembro de 2017 foi nomeado para o conselho de administração da Nucor. A 29 de maio de 2018, foi nomeado diretor independente no conselho da Tenet Healthcare. Ele também opera uma empresa de consultoria e foi sócio da Pine Island Capital, uma empresa de investimentos com a qual Antony Blinken e Michèle Flournoy são afiliados.

## Secretário de Defesa dos Estados Unidos

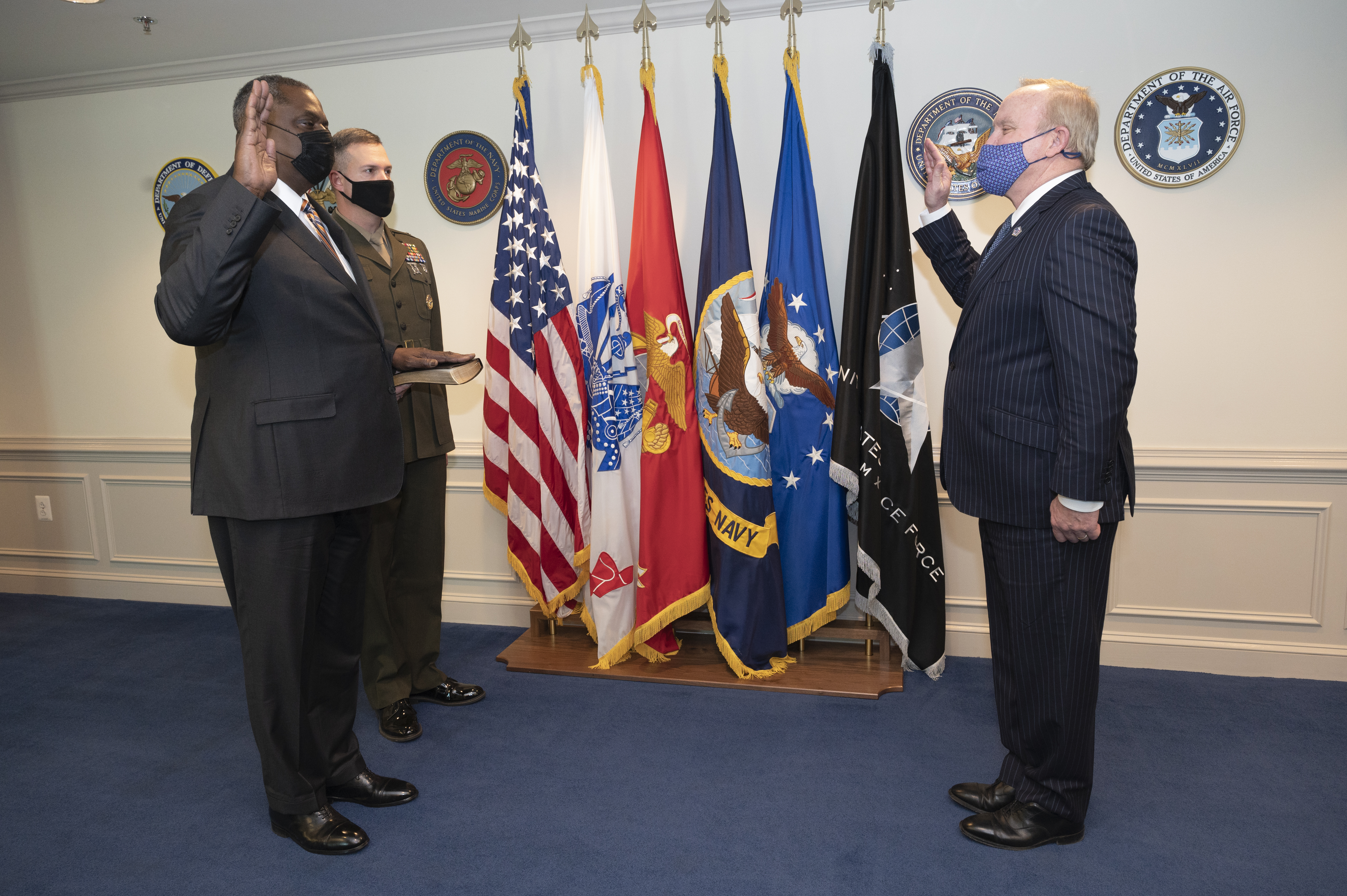
Austin tomando posse como Secretário de Defesa no Pentágono a 22 de janeiro de 2021

### Nomeação e confirmação
A 27 de novembro de 2020, Axios relatou que Austin estava sendo considerado pela equipe de transição Biden-Harris para o papel de secretário de defesa no próximo governo. Austin também foi um consultor de transição em questões de segurança nacional. A 7 de dezembro de 2020 foi relatado que o presidente eleito Joe Biden nomearia Austin como secretário de defesa. Biden conheceu Austin enquanto era o comandante do CENTCOM na administração Obama, e supostamente passou a confiar em Austin após receber os seus relatórios. Como o ex-secretário de defesa James Mattis, Austin solicitou permissão do Congresso para contornar o período de espera de sete anos após deixar o serviço militar ativo, previsto pela da Lei de Segurança Nacional de 1947, a fim de ser nomeado secretário do defesa.

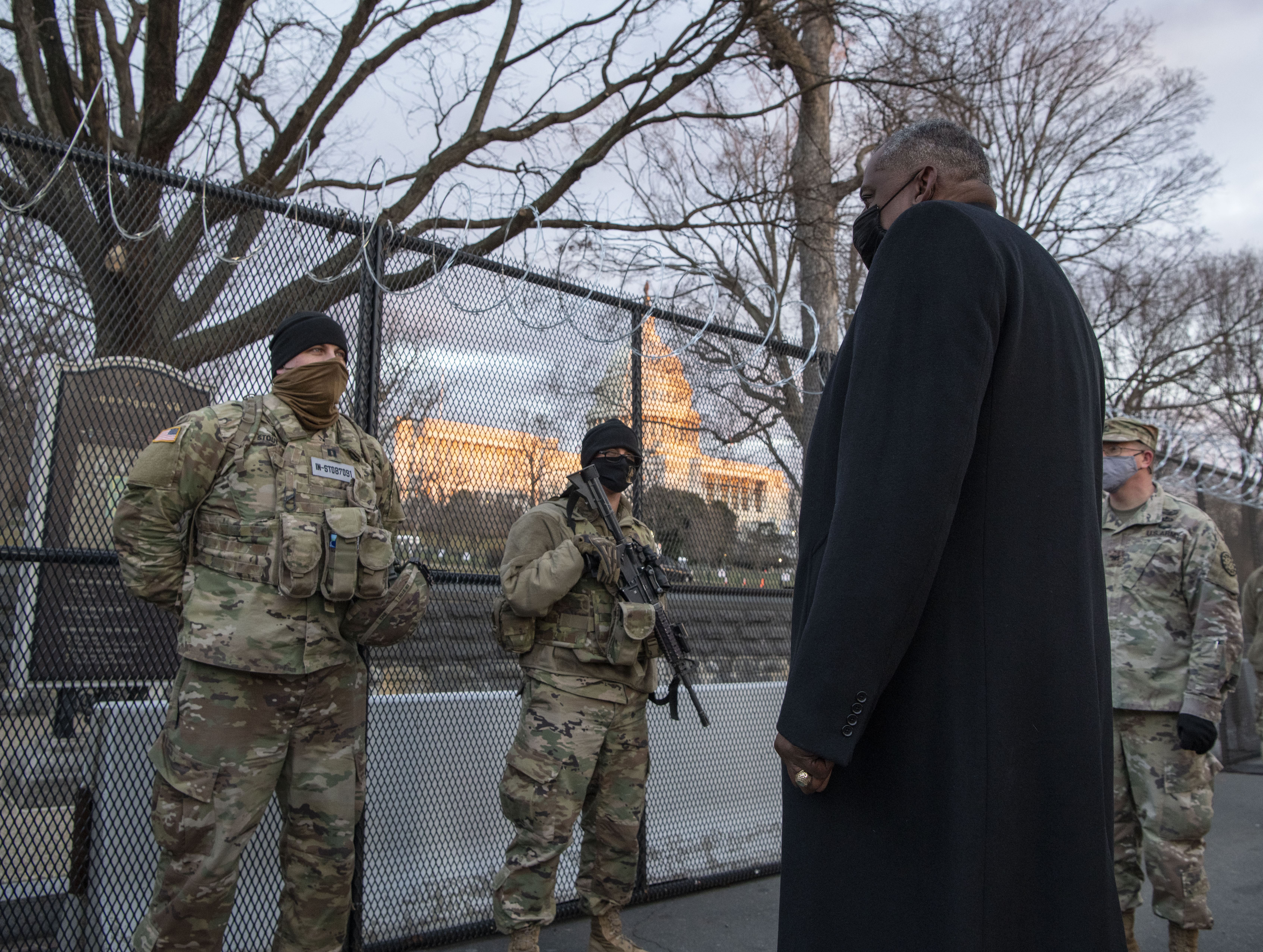
Austin fala com os soldados da guarda nacional durante uma visita ao Capitólio, a 29 de janeiro de 2021.

O Comitê de Serviços Armados do Senado realizou uma audiência de confirmação para Austin a 19 de janeiro de 2021. A 21 de janeiro o Congresso concedeu a Austin uma isenção do requisito de sete anos. Lloyd Austin afirmou nas audiências do Senado que ele defendia a continuidade da expansão das forças armadas, especialmente frente a ameaça da China, e ainda buscaria reconstruir a relação dos Estados Unidos com a OTAN. Ele foi confirmado em uma votação de 93–2 em 22 de janeiro de 2021. Após sua confirmação, Austin tornou-se o primeiro secretário da defesa negro.
Austin assumiu o cargo a 22 de janeiro de 2021, após ser empossado por um oficial do Departamento de defesa, e foi empossado cerimonialmente pela vice-presidente Kamala Harris a 25 de janeiro de 2021.

### Mandato

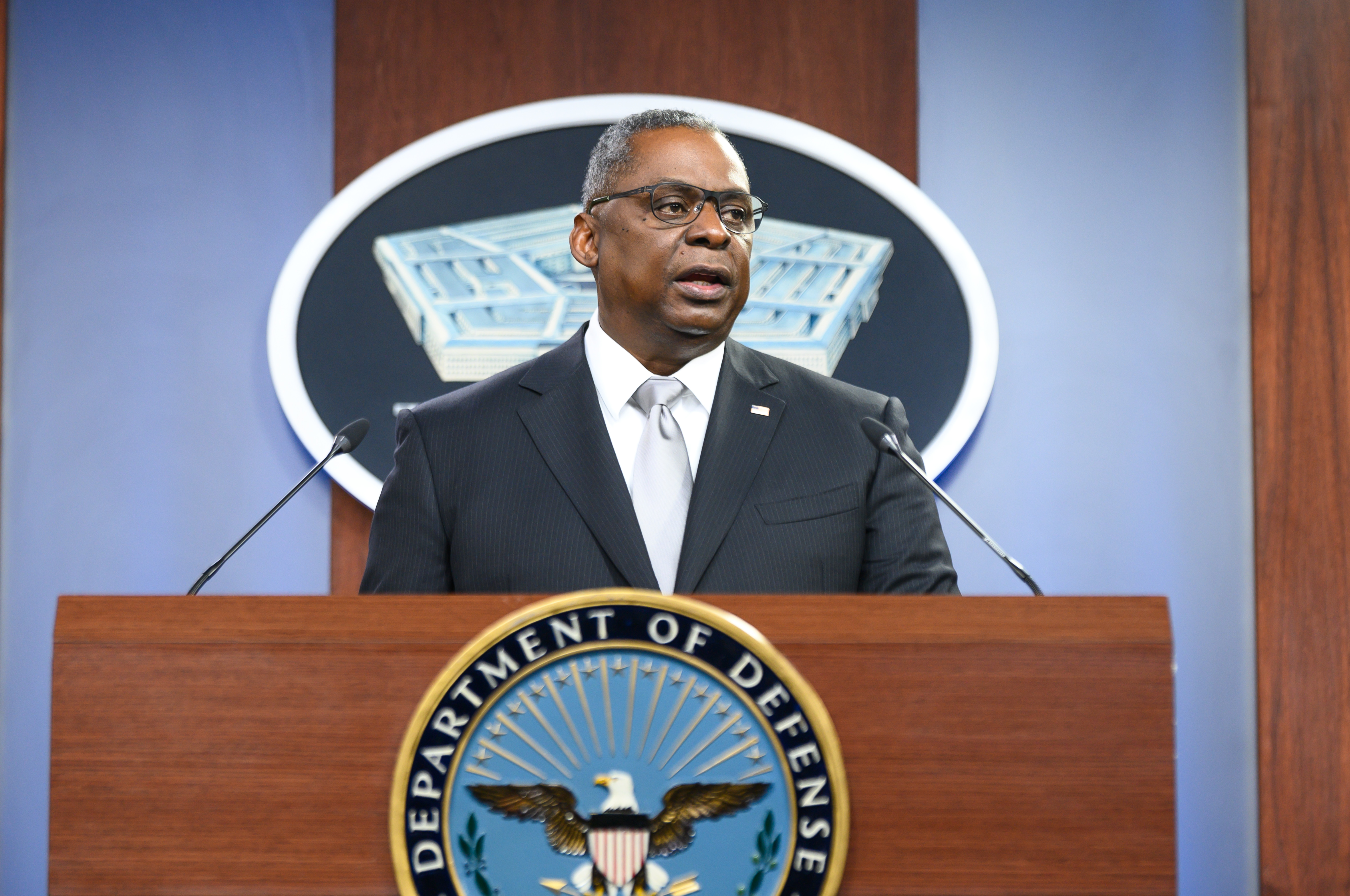
Austin fala ao pessoal do Departamento de Defesa em 2021

Vários dias depois de assumir o cargo de Secretário de Defesa, Austin visitou a Guarda Nacional enviada para Washington, DC. Austin elogiou a Guarda por proteger o Capitólio nos dias após o ataque de 2021. Durante uma coletiva de imprensa, ele confirmou que a Guarda Nacional deveria deixar o Capitólio dos EUA dentro de algumas semanas e que não haveria mais pedidos de autoridades federais ou legisladores para manter as tropas da Guarda Nacional no complexo do Capitólio após a sua partida em março.

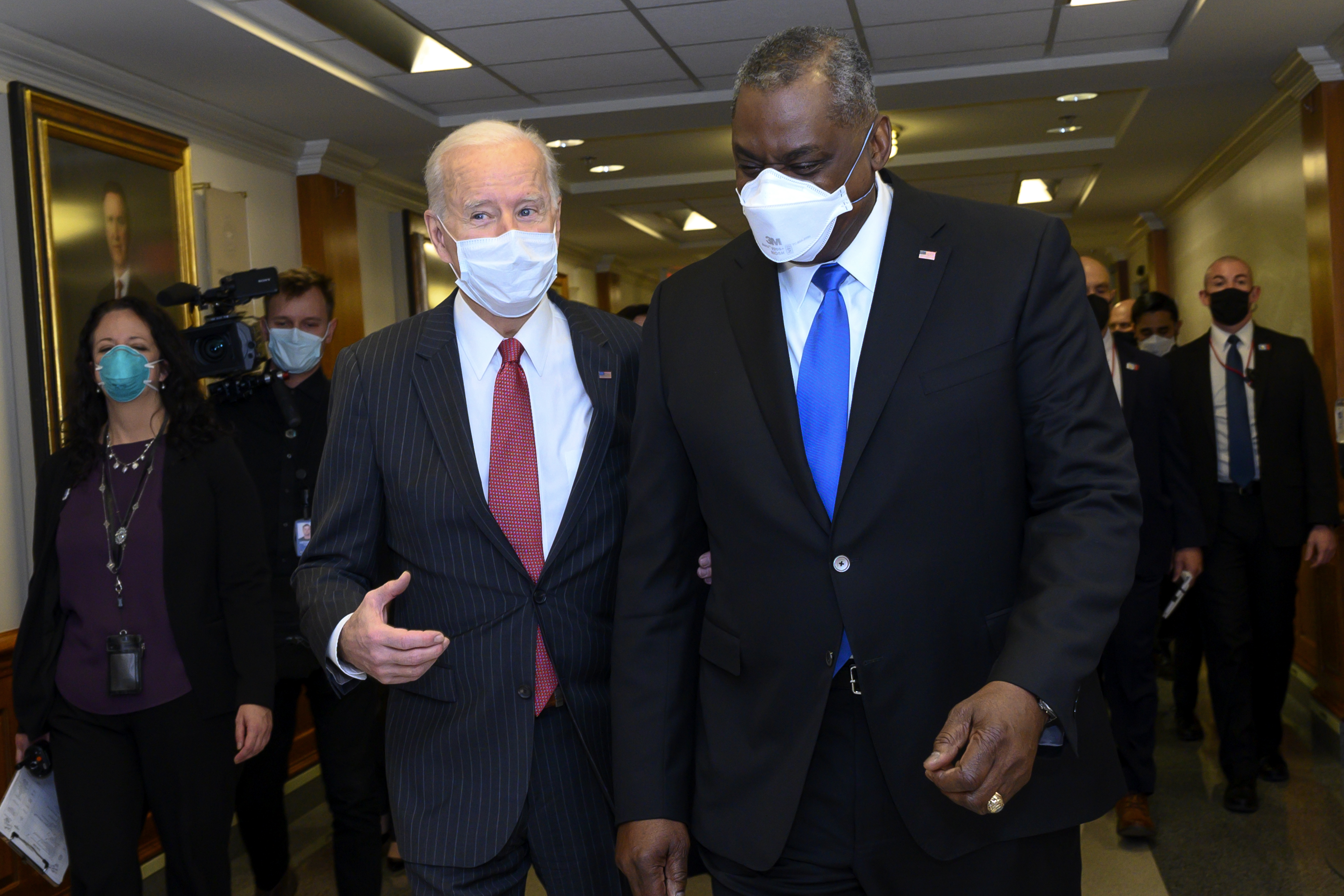
O secretário de defesa, Lloyd Austin, com o presidente dos EUA, Joe Biden, no Pentágono a 10 de fevereiro de 2021.

Parte da agenda principal de Austin como Secretário de Defesa era o plano do Departamento de Defesa, em coordenação com o Dr. Anthony Fauci, o principal conselheiro médico do Presidente, para combater e aliviar a Pandemia COVID-19 dentro do DoD. O primeiro passo de Austin foi instar os militares a vacinarem-se, especialmente depois da revelação de que quase um terço dos militares na ativa recusaram a oportunidade de receber a vacina. A fim de divulgar a segurança da vacina contra o coronavírus, Austin tomou a vacina, e ele mesmo também enfatizou que tomar a vacina contra o coronavírus irá prevenir a doença entre as tropas, particularmente aquelas que foram enviadas para o exterior. A 24 de fevereiro de 2021, Austin visitou o Comando Norte dos Estados Unidos, em Los Angeles, que está coordenando um esforço de imunização na área em cooperação com a Federal Emergency Management Agency, para investigar mais a fundo a luta contra o COVID-19.
Entre os seus primeiros atos como Secretário de Defesa, removeu os nomeados do ex-presidente Trump dos conselhos consultivos do Pentágono. Como parte de uma revisão, ele ordenou as suas renúncias, principalmente o ex-presidente da Câmara Newt Gingrich e o ex-gerente de campanha de Trump, Corey Lewandowski. Muitos dos removidos foram nomeados de última hora após a eleição de 2020. A 19 de fevereiro de 2021, Austin instruiu a sua equipe para reunir mais informações sobre um vídeo viral no TikTok de uma fuzileira naval sobre um caso de má conduta sexual.

#### Médio Oriente

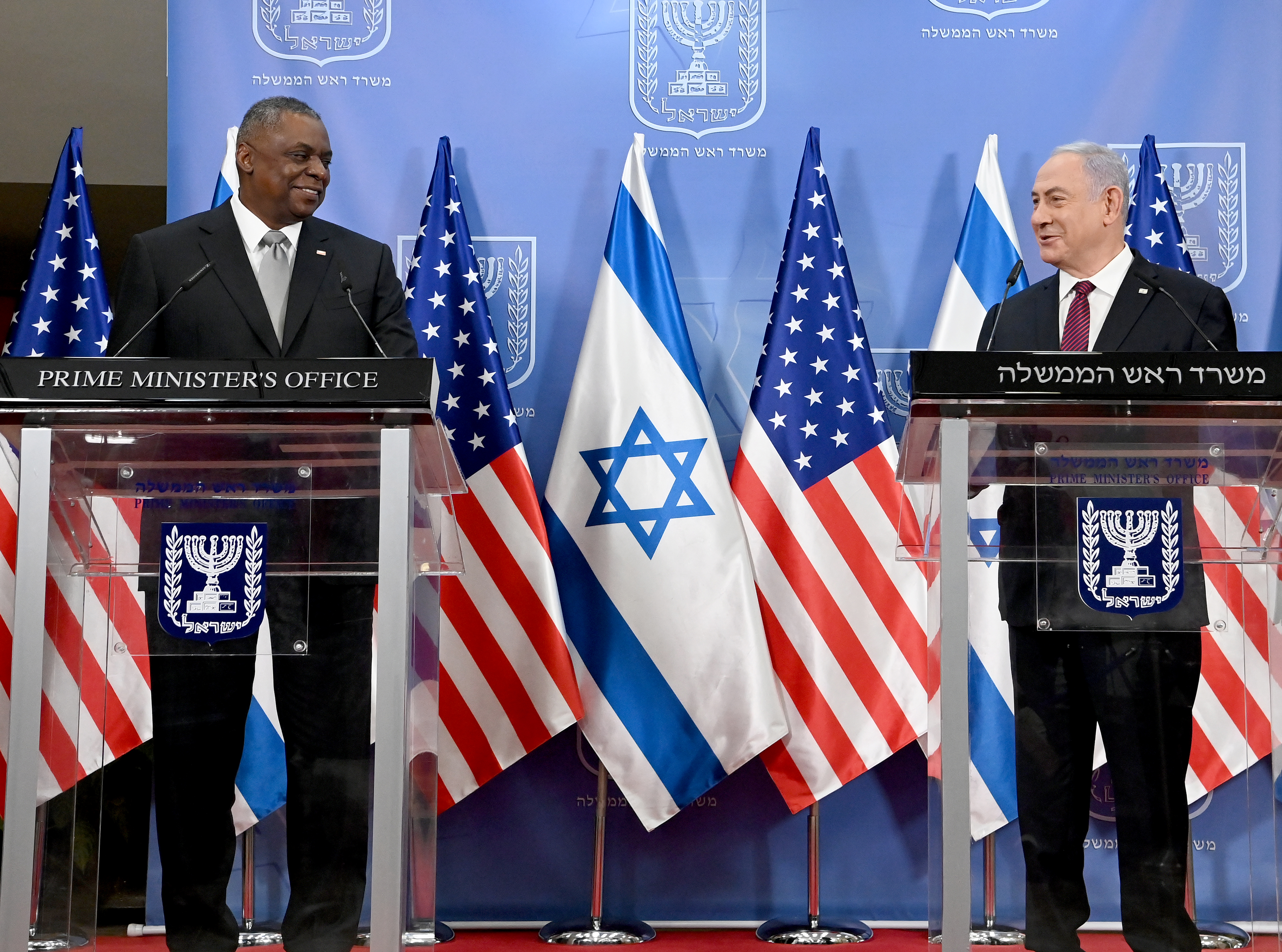
Austin e o primeiro-ministro israelense Benjamin Netanyahu em Jerusalém a 12 de abril de 2021

A 19 de fevereiro de 2021, Austin falou com o príncipe saudita Mohammed bin Salman, dizendo que "Discutimos o compromisso contínuo com a parceria de segurança entre os Estados Unidos e a Arábia Saudita de 70 anos e estou ansioso para trabalharmos juntos para alcançar a segurança e a estabilidade regional". Austin também expressou apoio à Arábia Saudita no conflito por procuração Irã-Arábia Saudita.
A 25 de fevereiro de 2021, sob a direção de Biden, Austin coordenou ataques aéreos militares defensivos contra uma milícia apoiada pelo Irã na Síria. Austin havia recomendado anteriormente tais ataques aéreos como uma resposta aos ataques iranianos contra americanos no Iraque no início do mês. Também acredita-se que a milícia era responsável pela morte de um empreiteiro civil e ferindo um soldado americano e outras tropas num ataque com mísseis a 15 de fevereiro de 2021.
A 12 de maio de 2021, Austin condenou os ataques dos foguetes em Israel e "transmitiu o apoio do Departamento de Defesa ao direito legítimo de Israel defender-se a si mesmo e ao seu povo".

#### Extremismos nas forças armadas
Abalado pela preocupação de possíveis radicalismos de direita entre as tropas, a 5 de fevereiro anunciou que todas as unidades militares dos Estados Unidos; na ativa, reserva e guarda nacional teriam que parar nos próximos 60 dias para fazer um treinamento de sensibilidade. O treinamento durará pelo menos um dia e será focado em discussões incluindo a importância do juramento de posse; uma descrição de comportamentos inadmissíveis; e procedimentos para relatar comportamentos extremistas suspeitos ou reais.

#### Indo-Pacifico

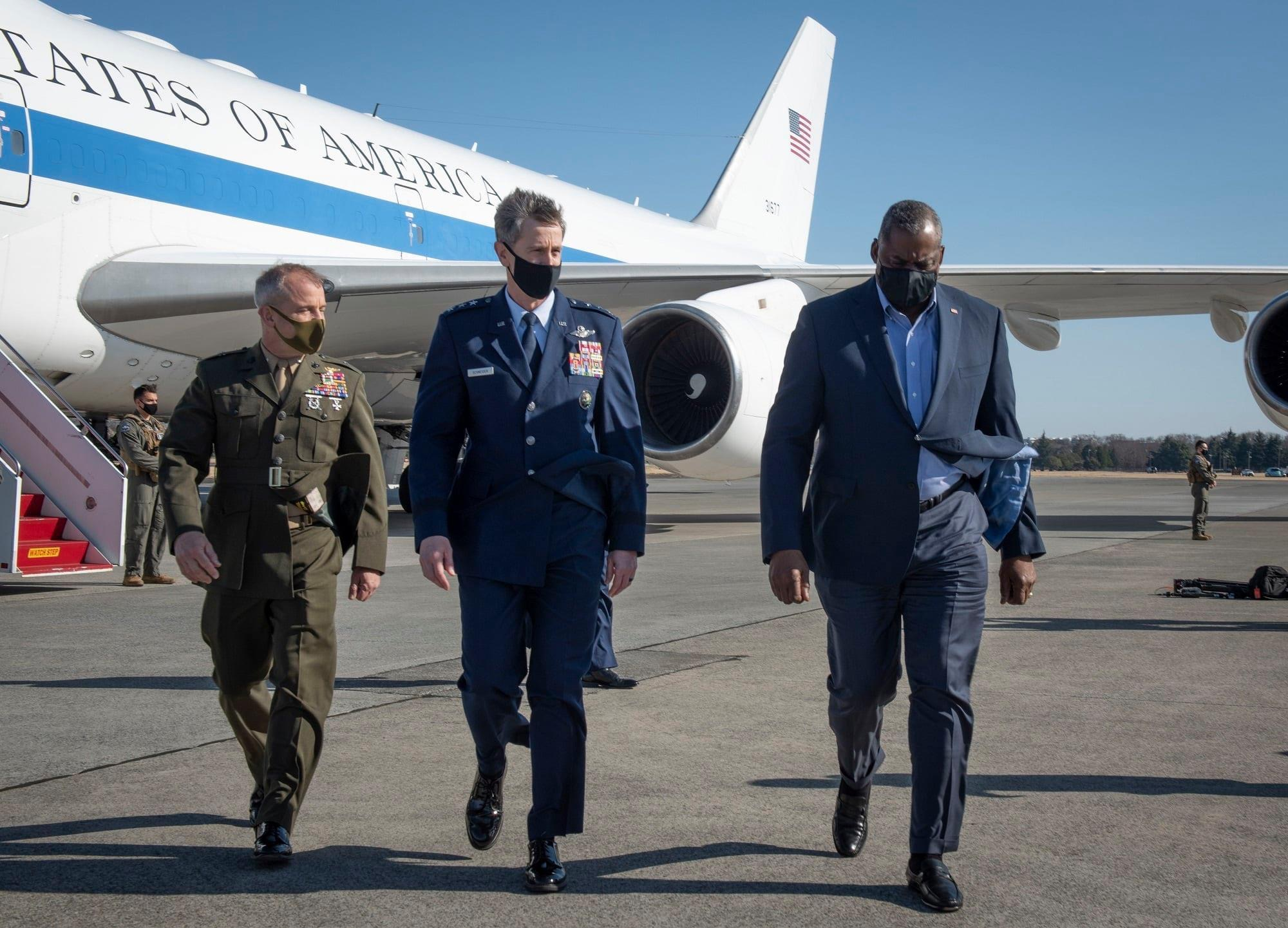
O Secretário de Defesa, Lloyd Austin, com o Comandante das Forças dos EUA no Japão, Tenente-General Kevin Schneider, na Base Aérea de Yokota.

A 25 de fevereiro de 2021, Austin visitou o porta-aviões USS Nimitz. Durante a sua visita ele enfatizou a necessidade dos navios de guerra americanos estarem em todo o mundo para impedir ameaças à segurança, principalmente da China na região do Indo-Pacífico e do Irã na região do Médio Oriente.
Em março de 2021, ele e o Secretário de Estado dos EUA, Anthony Blinken, fizeram uma visita guiada a vários países asiáticos, incluindo o Japão e a Coreia do Sul, marcando a primeira visita a nível de gabinete ao Extremo Oriente sob a administração Biden. A viagem refletiu as preocupações do governo Biden sobre a crescente influência da China na região Indo-Pacífico, especialmente o seu aumento militar durante a pandemia, bem como a ameaça nuclear da Coreia do Norte e o recente golpe de Estado em Mianmar. A viagem também fazia parte do tema diplomático "A América está de volta" da administração Biden, e Austin ratificou o compromisso dos EUA em reafirmar os laços com os seus aliados e manter uma presença militar robusta na região Indo-Pacífico. Austin acrescentou que a desnuclearização da Península Coreana continua sendo a principal prioridade do governo Biden, e que as alianças com a Coreia do Sul e o Japão estão entre as ferramentas mais importantes que os Estados Unidos possuem nesse sentido. Austin também fez uma visita de três dias à Índia, onde encontrou-se com o seu homólogo indiano Rajnath Singh e outros altos funcionários do governo.
A Índia aproximou-se dos Estados Unidos após as suas tensões com a China na sua disputada na fronteira sino-indiana. Austin instou a Índia a cancelar a compra planejada do sistema de defesa aérea S-400 da Rússia.
Austin afirmou que "a China é nossa ameaça. Ainda mantemos a vantagem e vamos aumentar a vantagem daqui para frente".

#### Afeganistão

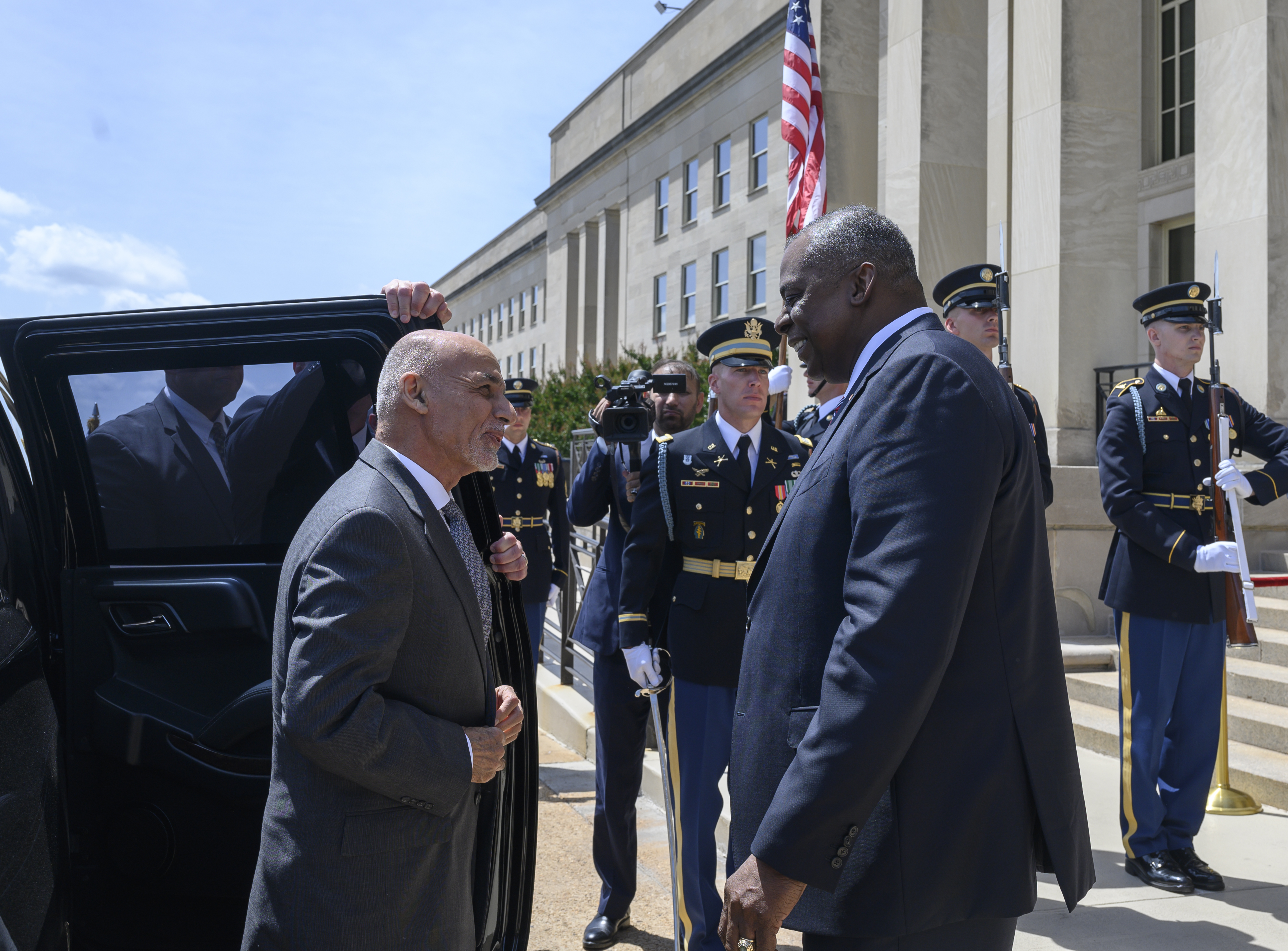
Austin se reúne-se com o presidente afegão Ashraf Ghani a 25 de junho de 2021

Austin expressou dúvidas de que o Departamento de Defesa cumprisse o prazo estipulado de 1 de maio para a retirada de 2021 das tropas americanas do Afeganistão. A administração Biden anunciou a 14 de abril de 2021 que um novo prazo havia sido definido para 11 de setembro de 2021.  A 21 de março de 2021, ele encontrou-se com o presidente Ashraf Ghani em Cabul. Logo após o início da retirada das tropas dos EUA, o Talibã lançou uma ofensiva contra o governo afegão, avançando rapidamente na frente do colapso das Forças Armadas afegãs. A 24 de julho de 2021, Austin disse: "Em termos de se [os militares do Afeganistão] vão parar ou não o Talibã, acho que a primeira coisa a fazer é garantir que eles possam desacelerar o ímpeto". Em 15 de agosto de 2021, o governo afegão capitulou às forças do Talibã.

### Rússia

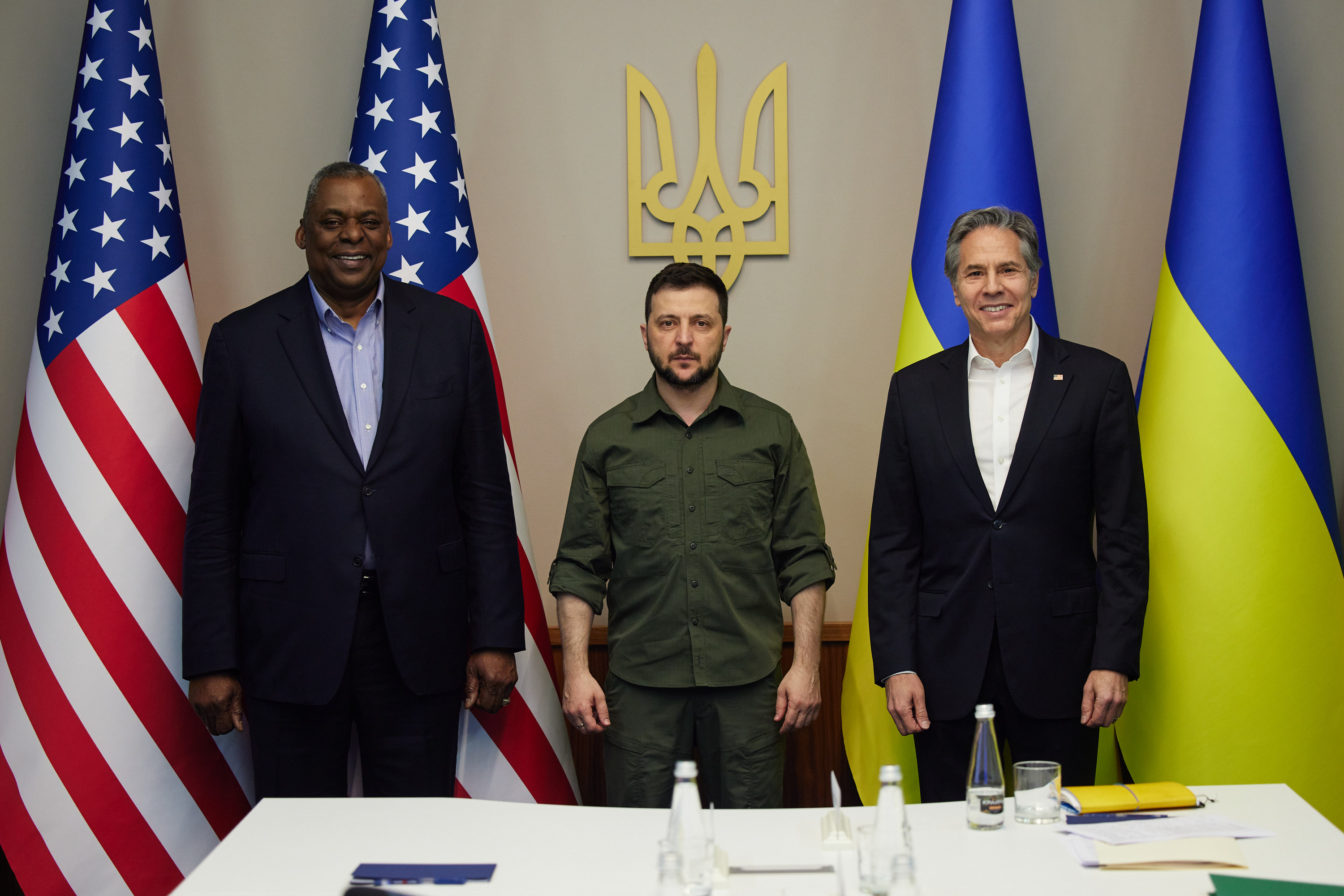
Austin e o secretário de Estado Antony Blinken encontram-se com o presidente ucraniano Volodymyr Zelensky em Kiev a 24 de abril de 2022

Durante a guerra russa contra a Ucrânia, os Estados Unidos enviaram dezenas de bilhões de dólares em mísseis, munições e outros itens para a Ucrânia. Austin disse que queria ver "a Rússia enfraquecida ao ponto de não poder fazer o tipo de coisas que fez ao invadir a Ucrânia". O New York Times informou que os militares dos EUA podem estar fornecendo inteligência em tempo real visando o campo de batalha para a Ucrânia. Austin disse que "não" acredita que a invasão da Ucrânia pela Rússia resultará numa guerra nuclear.

## Vida pessoal
Criado por uma mãe católica devota, foi descrito como um homem "intensamente reservado" que odiava falar com a mídia quando estava no Iraque e tem o hábito de "referir-se a si mesmo na terceira pessoa".
Austin e sua esposa, Charlene Denise Banner Austin, estão casados há mais de 40 anos. Charlene trabalhou como administradora sem fins lucrativos e atuou no conselho do Military Family Research Institute na Purdue University. Ele tem dois enteados.